# میچل دیکنسن
میچل دیکنسن (انگلیسی: Mitchell Dickenson؛ زادهٔ ۱۴ سپتامبر ۱۹۹۶) بازیکن فوتبال است.
از باشگاه‌هایی که در آن بازی کرده‌است می‌توان به باشگاه فوتبال گیلینگام اشاره کرد.
وی همچنین در تیم ملی فوتبال England C بازی کرده‌است.